# Церковь Раннамыйза

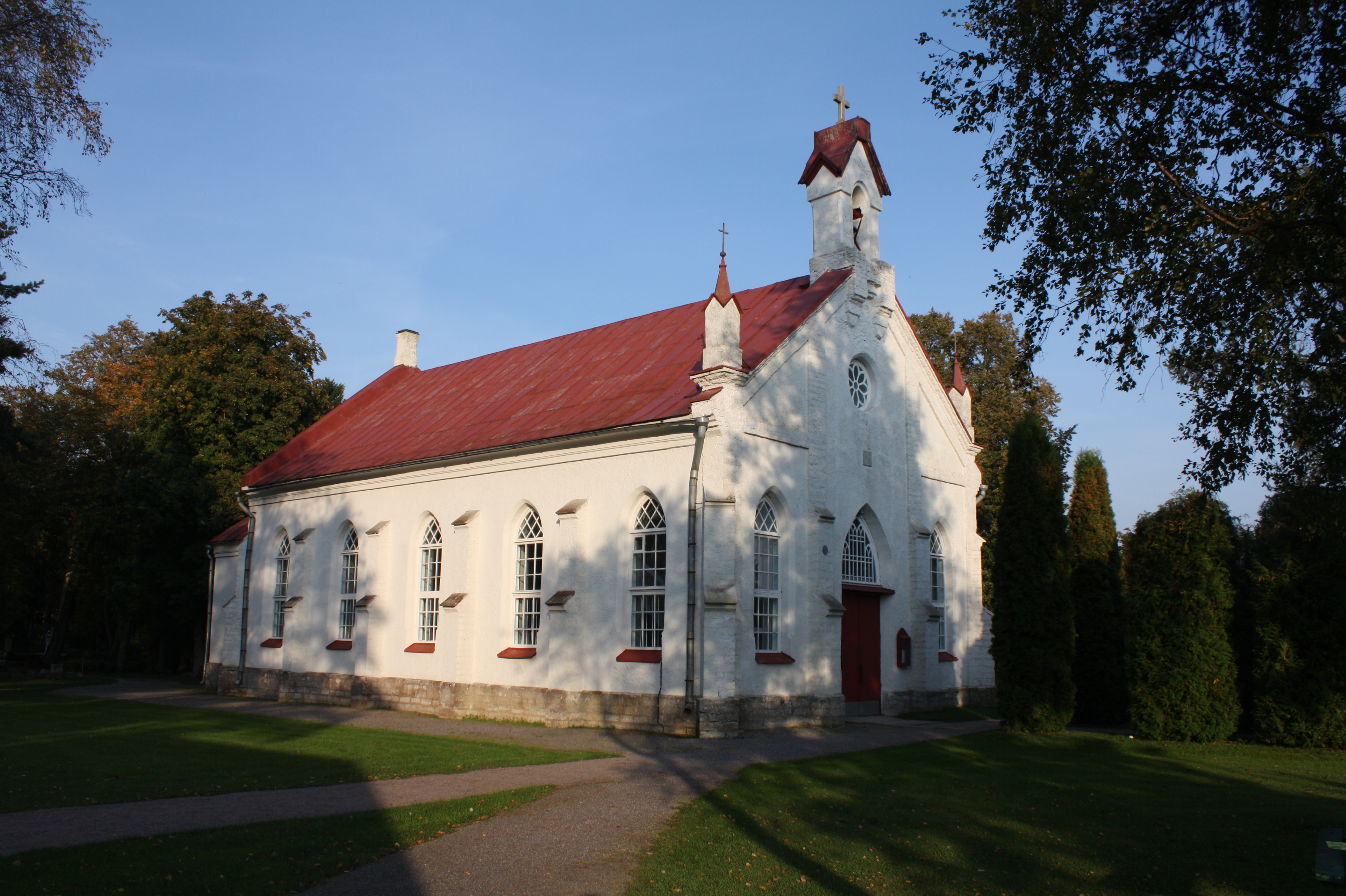
Церковь Раннамыйза

Церковь Раннамыйза (эст. Rannamõisa kirik) — лютеранская церковь на севере Эстонии в волости Харку, уезд Харьюмаа. Церковь построена в 1901 году и освящена 17 июля 1905 года.
В 2000 году церковь Раннамыйза выиграла конкурс на самое благоустроеное место в волости Харку.
Церковь находится у дороги Таллин-Клоога, в паре километров от Табасалу в сторону Вяяна-Йыэсу
Церковь использует лютеранский приход Раннамыйза.